# Burgstall Leuenstein
Der Burgstall Leuenstein ist der Überrest der abgegangenen hochmittelalterlichen Burg Leuenstein. Er liegt im Gemeindefreien Gebiet Waidacher Forst über dem Gemeindeteil Graisch an höchster Stelle auf dem Bleistein in der oberfränkischen Gemeinde Pottenstein in Bayern, Deutschland. Die Spornburg, die zu den wenigen wirklichen Raubritterburgen zählte, wurde auch  durch ein Aufgebot von König Wenzel erobert und zerstört und mit einem Wiederaufbauverbot belegt. Überreste der Bausubstanz sind nicht erhalten, die Burg wurde wohl gründlich geschleift.

## Geographische Lage
Die Burgstelle liegt im östlichen Bereich des Mittelgebirges Frankenjura auf dem 569 m ü. NN hohen Bleistein, der auf seinem Plateau einen langgezogenen, von Nordwesten nach Südosten verlaufenden Felskamm bildet. Dieser felsige Grat fällt an allen Seiten senkrecht mehrere Meter ab und bildet kurz vor seinem südöstlichen Ende eine nach Süden gerichtete Felsnase, auf der sich die Burg befand. Die Felsnase liegt etwa 70 Höhenmeter über dem Teichtal, einem Trockental.
Der Burgstall befindet sich rund 275 Meter nordnordöstlich des Ortes Graisch oder etwa sieben Kilometer südsüdwestlich der Ortsmitte von Pottenstein im Gemeindefreien Gebiet Waidacher Forst.
In der Nähe befinden sich noch weitere ehemalige mittelalterliche oder vorgeschichtliche Burgen: Rund 280 Meter südwestlich der Burgstelle liegt die Burgruine Leienfels. Etwa 2500 Meter westlich befindet sich auf einem Bergsporn die Burgruine Bärnfels, beide Burgen gehörten einst ebenfalls den Egloffsteinern. In südlicher Richtung liegen die ehemaligen Burgen Leupoldstein, heute abgegangen, und Stierberg, im Südosten befinden sich die Doppelburg Betzenstein, die zum Teil noch bewohnt ist, und der Burgstall Albewinistein bei der Stadt Betzenstein.

## Geschichte
Gegründet wurde die Burg Leuenstein, was Löwenstein bedeutet, von dem fränkischen Uradelsgeschlecht der Egloffsteiner. Sie hatten ihren Stammsitz, die Burg Egloffstein, über dem gleichnamigen Ort im Trubachtal. Wann sie erbaut wurde, ist nicht bekannt, in den Müllnerschen Annalen der Reichsstadt Nürnberg wird sie im Vergleich zur Burg Leienfels als „das Neue Haus“ bezeichnet, woraus hervorgeht, dass sie erst nach der um das Jahr 1300 errichteten Burg Leienfels gebaut wurde. Auch der symbolische Burgname mit dem Bestimmungswort Löwe, das auch im Namen der benachbarten Burg Leienfels erscheint, deutet auf diese spätere Gründung hin.
Die erste bekannte Nachricht über die Burg stammt aus dem Jahr 1623. Sie wurde vor etwa 230 Jahren bei einem Zug gegen Raubritterburgen gewaltsam zerstört. In einem auf den 19. November 1397 datierten Eintrag in den Annalen der Reichsstadt Nürnberg von 1623, die vom Ratschreiber und Historiker Johannes Müllner verfasst wurden, steht: „Darnach [Also nach der Zerstörung der Burg Spies] zog man für Leupoldstein, auch auf dem Gebirg gelegen, das war deren von Wiesenthau und wurde dies Schloss auch gewonnen und zerbrochen. Unterdessen wurde Eberhard III. von Egloffstein gefangen. Der muß sein Schloss und Vesten, genannt der Leinstein oder Löwenstein [= Leuenstein], auch aufgeben. Die Knecht, so darin ergriffen wurden, ließ der König köpfen und die Veste zerbrechen. Hierauf hat König Wenzel verboten, daß die Vesten und Häuser, der Spieß genannt, so deren von Berg, der Löwenstein oder das Neue Haus, so deren von Egloffstein, item der Leupoldstein, so Dietrichs von Wiesenthau gewest, die wegen daraus verübter Räuberei und Untaten mit Hilfe derer von Nürnberg gebrochen worden, zu ewigen Zeiten nicht mehr sollen erbaut werden. Würde sich jemand unterstehen, so sollte dies der Rat zu Nürnberg allein oder mit Hilfe anderer Wehren.“ Burg Leuenstein gehörte zu dieser Zeit mit den Burgen Reicheneck, Spies und Leupoldstein zu den berüchtigtsten Raubritterburgen der Gegend. Um sich gegen die Raubritter zu wehren, schlossen sich der Bamberger Bischof Lamprecht von Brunn, Burggraf Friedrich VI. und die Reichsstädte Nürnberg, Weißenburg und Windsheim unter dem Befehl von König Wenzel zusammen und zerstörten die vier Burgen.
Der gefangengenommene Eberhard III. von Egloffstein wurde nach Nürnberg verbracht und musste Urfehde schwören, durfte sich also nicht für die Zerstörung seiner Burg an den Beteiligten rächen. Dazu musste er auch geloben, dass er seine Burg nicht wieder aufbaute. Nach seiner Urfehde durfte er Nürnberg verlassen, musste aber über das lombardische Gebirge, also nach Italien ziehen und dort drei Jahre bleiben. Die Burg Leuenstein wurde nicht wieder errichtet und im Jahr 1502 zusammen mit der Burg Leienfels von Jobst von Egloffstein an das Bistum Bamberg verkauft.
Auch in einer Grenzbeschreibung des Betzensteiner Pflegers Eberhard Ulrich aus dem Jahr 1536 wurde der genaue Standort nochmals erwähnt: „und dem Grund, im Gereusch (Graisch) genannt, fortan zu der Hüll, daraus man zum Leienfels die Tränke sucht, beim Felsen der Leinstein genannt, und dann zur Linken das Holz hinauf gegen Weidach und fürab in das Regental.“ Der Flurname Leienstein, auf dem sich die Burg befand, hat sich nicht erhalten, die Stelle wird heute „Tanzboden“ genannt.
Heute ist der Burgstall als Bodendenkmal D-4-6234-0069 „Mittelalterlicher Burgstall Leuenstein und vorgeschichtliche Höhensiedlung“ vom Bayerischen Landesamt für Denkmalpflege erfasst.

## Beschreibung
Die Felsnase „Tanzboden“, deren Name sich möglicherweise von der ebenen und wohl auch planierten Oberfläche des Felskammes herleitet, weist heute keinerlei bauliche Überreste der früheren Burg auf. Der Nürnberger Burgenforscher Hellmut Kunstmann konnte keine Keramikscherben auffinden, doch sollen früher Reste von Kalkmörtel gefunden worden sein. Kunstmann meint zudem, einen Graben bei dem vermutlichen früheren Zugang erkennen zu können, außerdem weitere Felsbearbeitungen dort.